# Khánh Lợi
Khánh Lợi là một xã cũ thuộc huyện Yên Khánh cũ, tỉnh Ninh Bình, Việt Nam.

## Địa lý
Xã Khánh Lợi cách trung tâm thành phố Ninh Bình 13 km, có vị trí địa lý:
- Phía đông giáp xã Khánh Thiện
- Phía tây giáp xã Khánh Hội và xã Khánh Hải
- Phía nam giáp xã Khánh Mậu
- Phía bắc giáp xã Khánh Tiên.

Xã Khánh Lợi có diện tích 6,64 km², dân số năm 2019 là 7.401 người, mật độ dân số đạt 1.115 người/km².
Đây cũng là xã được công nhận Anh hùng lực lượng vũ trang nhân dân Lưu trữ ngày 15 tháng 3 năm 2016 tại Wayback Machine ở Ninh Bình.
Xã có đường quốc lộ 10 nối thành phố Ninh Bình với thị trấn Phát Diệm đi qua.

## Hành chính
Xã Khánh Lợi  được chia thành 12 xóm gồm : xóm Bắc, Ba Hàng, xóm Cống, xóm Đồng, xóm Nội, xóm Tân 1,xóm Tân 2, xóm Tiên yên 1, xóm Tiên Yên 2,xóm Thượng 1, xóm Thượng 2, xóm Trung .

## Lịch sử
Ngày 27 tháng 4 năm 1977, Hội đồng chính phủ ban hành Quyết định 125-CP về việc sáp nhập xã Khánh Lợi thuộc huyện Yên Khánh mới giải thể vào huyện Yên Mô thành lập huyện Tam Điệp.
Ngày 4 tháng 7 năm 1994, Chính phủ ban hành Nghị định số 59-CP về việc chuyển xã Khánh Lợi thuộc huyện Tam Điệp về huyện Yên Khánh mới tái lập quản lý.